# Life on Mars (serie televisiva 2008)
Life on Mars è una serie televisiva statunitense trasmessa dal network ABC, remake dell'omonima serie televisiva britannica prodotta da BBC One nel 2006-2007. Seppure l'inizio della serie sia estremamente fedele all'originale, con il passare del tempo la versione statunitense si differenzia sempre di più.

## Trama
Il protagonista Sam Tyler è un detective del New York City Police Department che, a causa di un incidente nel 2008, si risveglia nell'anno 1973, dove si ritrova in forza nella squadra investigativa del 125º distretto di New York. Nella sua nuova realtà, datata 1973, è sotto la supervisione del Tenente Gene Hunt. Nel corso della serie, Sam Tyler cerca di scoprire cosa gli sia successo e come possa tornare nella sua realtà futura.
La serie mantiene una forte ambiguità sulla situazione di Tyler: non è chiaro se lui abbia davvero viaggiato indietro nel tempo, se sia in coma nel 2008 e il mondo degli anni settanta sia una sua costruzione mentale, se sia davvero nel 1973, o se sia mentalmente instabile.
Solo nell'ultimo episodio della serie si scopre la verità: Sam fa parte del team di astronauti, che stanno per calpestare per primi il suolo di Marte. È il 2035, e tutte le avventure di Sam si scoprono essere state un parto del sonno a stimolazione neurale indotto dal computer, per alleggerire il viaggio verso il pianeta rosso, durato due anni e tre mesi. Il programma che addormenta l'equipaggio (formato dagli stessi protagonisti della serie) permette la facoltà di scegliere l'ambientazione e il proprio ruolo all'interno del sonno: Sam aveva deciso di interpretare un poliziotto nell'anno 2008, ma il programma, a causa di una tempesta di meteoriti incontrata durante il viaggio, ha fatto in modo che Sam venisse investito da un'auto in corsa e che si risvegliasse nel 1973 con lo stesso ruolo.
La serie si conclude con l'apertura del portellone della navicella e i cinque protagonisti della serie pronti a sbarcare sul suolo marziano. L'onore della prima impronta spetta a Gene; ma anziché imprimere la prima orma con lo scarpone da astronauta, lo fa con i suoi caratteristici mocassini bianchi, che ha indossato per tutta la serie. Dato che camminare su Marte senza una tuta pressurizzata sarebbe impossibile, quest'ultimo particolare pone in dubbio anche la natura del viaggio su Marte, che quindi potrebbe essere a sua volta una simulazione.

## Temi ricorrenti
In tutta la serie, il personaggio di Tyler si trova spesso conteso tra l'ambiente originale del 2008 e la nuova realtà del 1973:
- Tecnologia: il primo ostacolo è imparare a convivere in una nuova realtà dove le più usuali tecnologie sono ampiamente inesistenti e impensabili, quali l'uso del computer o del telefono cellulare;
- Scienze Investigative: essendo un detective, il nuovo Tyler targato 1973 deve re-imparare a svolgere indagini in modo completamente differente, senza l'uso del DNA, del rilevamento delle impronte digitali anche su superfici organiche come la pelle;
- Valori Umani: il 1973 è un anno immerso in grandi tensioni sociali, in cui il confronto sociale (rapporto Uomo-Donna) e razziale è ancora fonte di scontri fra masse popolari. Non solo, Tyler si deve confrontare con modalità di investigazione molto più schiette e brutali rispetto a quelle a cui era abituato.

Oltre ai temi legati al salto temporale, esistono altri importanti filoni narrativi:
- il rapporto tra padre e figlio, che caratterizza tutta la serie e il personaggio di Sam Tyler in particolare;
- il senso della vita e della vita oltre la morte, per cui Tyler cerca di comprendere se arrendersi alla sua esistenza del 1973 o scoprire come tornare nel 2008;
- il dubbio che pervade la serie: Tyler è in coma e sta sognando? O è stato vittima di qualche strano esperimento scientifico? Che cosa si nasconde dietro alle sue allucinazioni?

## Episodi
| Stagione       | Episodi | Prima TV originale | Prima TV Italia |
| -------------- | ------- | ------------------ | --------------- |
| Prima stagione | 17      | 2008-2009          | 2009            |

## Riferimenti culturali
- Sam Tyler - in più di una occasione - si presenta con altri nomi, tra cui Tom Cruise e Luke Skywalker, chiari esempi di protagonisti di film di fantascienza (si pensi a Vanilla Sky, nonché alla saga cinematografica di Star Wars), e Bono (quando deve infiltrarsi in una gang di irlandesi).
- Tutti gli episodi si concludono con un countdown dall'anno 2008 al 1973, tranne l'ultimo episodio, in cui il contatore parte dal 2008 e arriva al 2035.
- Qualche volta Sam e Ray si ritrovano a scommettere l'uno contro l'altro su alcuni avvenimenti, come un incontro di boxe di Muhammad Ali, o sulle dimissioni dell'allora presidente degli Stati Uniti Richard Nixon. Ovviamente Sam la spunta sempre, in quanto è a conoscenza del futuro.
- Sam viene ripetutamente appellato da Ray come "Astronauta" ("Spaceman"), "Uomo delle stelle" o "Marziano". Fino all'ultimo episodio questi soprannomi sembrano essere solo casuali.
- Alcuni riferimenti del 1973 coincidono con la vera vita di Sam. Il suo appartamento è il 2B, come il numero della capsula ad induzione neurale dell'astronave, HYDE 125, è lo stesso della città da cui Sam dice di venire nel 1973, oltre che il numero del distretto di New York nel quale presta servizio.
- Windy, la vicina di casa hippie del 1973, è in realtà l'intelligenza artificiale dell'astronave che gestisce il viaggio verso Marte, proprio come HAL 9000 in 2001: Odissea nello spazio.
- Prima dello sbarco su Marte l'equipaggio parla con Morgan, uno dei responsabili della spedizione rimasto sul pianeta Terra. Egli si rammarica che la presidentessa Obama (Malia o Sasha, non viene specificato) non sia potuta intervenire perché il padre Barack si trova in ospedale a causa di un malore.
- In uno degli ultimi dialoghi si scopre che Gene e Sam sono in realtà padre e figlio. Sam infatti lo chiama "papà" e Gene gli risponde con una frase che gli diceva fin da quando era piccolo: "In qualunque strano posto ti dovessi trovare, fanne la tua casa".
- Il nome con il quale il gruppo di astronauti si rivolge a Gene è "Maggiore Tom", esplicito riferimento alla canzone Space Oddity di David Bowie. In più di un'occasione Sam si trova ad ascoltare musica di Bowie, e spesso sente riferimenti al cantante inglese, al punto di domandarsi cosa sia questa fissazione per il cantante inglese (come nella serie originale inglese, il titolo della serie è tratto dalla canzone Life on Mars? di Bowie. Inoltre, l'anno in cui Sam Tyler si risveglia, ovvero il 1973, è l'anno di pubblicazione dello stesso brano di Bowie).